# HD34060
HD34060 — хімічно пекулярна зоря спектрального класу B9, що має видиму зоряну величину в смузі V приблизно  7,8.
Вона  розташована на відстані близько 1309,9 світлових років від Сонця.

## Пекулярний хімічний вміст
Зоряна атмосфера HD34060 має підвищений вміст 
Si
.